# Rudnik
 Ovo je glavno značenje pojma Rudnik. Za druga značenja pogledajte Rudnik (razdvojba).
Rudnik je mjesto u/na Zemljinoj kori na kojem se otkopavaju razne vrste mineralnih sirovina.

Rudnici se otvaraju na mjestima gdje se korisna mineralna sirovina nalazi u povećanoj koncentraciji i količini koja opravdava njeno ekonomsko iskorištavanje (odn. vađenje iz Zemlje i njeno oplemenjivanje).

Ako se korisna mineralna sirovina nalazi relativno blizu Zemljine površine tada se mineralna sirovina vadi površinskim ili dnevnim kopom, a ako se nalazi na većim dubinama u Zemljinoj kori onda se mineralna sirovina dobiva podzemnim ili jamskim kopom.

## Površinski ili dnevni kop
Pridobivanje mineralne sirovine na površinskom kopu izvodi se u obliku etaža koje su prilagođene uvjetima ležišta, dimenzijama otkopnih strojeva, konfiguraciji terena, veličini i obliku rudnog tijela.
Površinski kopovi imaju veliki postotak iskorištenja ležišta, sigurnije i povoljnije uvjete rada u odnosu na podzemne kopove.
Velika mana površinskih kopova je neminovna devastacija površine terena.

Mineralne sirovine koje se najčešće dobivaju na površinskim kopovima su ugljen, rude željeza, bakra i većina nemetala (npr. tehnički i ukrasni kamen, šljunak i pijesak iz riječnih korita, lapor, gips, glina i dr.).

U suvremenom rudarstvu površinski kopovi imaju prioritet u odnosu na podzemne kopove i otvaraju se svugdje gdje postoje povoljni uvjeti za njihovo otvaranje i ekonomska isplativost površinskog pridobivanja.

Danas se 70 % svih čvrstih mineralnih sirovina (uglavnom su to nemetalne mineralne sirovine) dobiva na površinskim kopovima.
 
Najveći površinski kop bakra na svijetu nalazi se u Čileu.

## Podzemni ili jamski kop
Podzemni kop se otvara za vrednije mineralne sirovine (to su većinom rude, rude urana, drago kamenje i ugljen) koje se nalaze duboko ispod površine Zemlje. Do mineralnih sirovina dolazi se kopanjem raznih vrsta podzemnih prostorija (kao npr.: okna, potkopi, uskopi, niskopi, prekopi i dr.).
Velika prednost podzemnih kopova u odnosu na površinske kopove je ta da nema izmjene prirodne površinske forme terena na području na kojem se vrši pridobivanje korisne mineralne sirovine. S druge strane nedostatak može biti površinsko slijeganje terena. Najdublji podzemni rudnik na svijetu je rudnik zlata u Južnoafričkoj Republici dubine cca. 4000 m!

## Vanjske poveznice
- Rudnik Hrvatska tehnička enciklopedija, portal hrvatske tehničke baštine. LZMK

|  | Zajednički poslužitelj ima još gradiva o temi Rudnik |